# Новокуровка (Самарская область)
 Новокуровка — село в Хворостянском районе Самарской области, административный центр сельского поселения Новокуровка.

## География
Находится у реки Чагра на расстоянии примерно 21 километр по прямой на восток-северо-восток от районного центра села Хворостянка.

## Поэзия
```
Сердцу дорого родное село. 
```

Полями богатыми в круге окутана,
Изгибом Чагры реченьки разделена,
"Моя Новокуровка!"-люди гордо зовут её,
Она словно мама, и строга, и добра.

Нет нам ценнее мест живописных,
И алых закатов, и утренних зорь,
Ну как не любить свою землю родную??
Не любить свою Родину, это позор!!!

Наша красавица! Малая Родина...
Детьми нас любила ты и берегла,
Стараемся, делаем и будем достойными,
Чтоб ты прославлялась, была крепкой опорой нам,
И дальше как встарь веками цвела!
Егоров А.И.

## История
Основано в начале XIX века вольными крестьянами переселенцами из Курской губернии. В документах именовалось также Новокурским и Змеевкой.
В 1854 году в Новокуровке была построена деревянная церковь, престол во имя Пресвятой Богородицы освящён в 1855 году; в 1910 году храм был перестроен. В 1887 году при церкви была открыта церковно-приходская школа: 1 год обучения, учились вместе мальчики и девочки. Для школы было построено отдельное деревянное отапливаемое здание. В 1901 году в школе было 33 ученика: 5 девочек и 28 мальчиков. Заведующим школой и законоучителем был местный священник  — отец Владимир (Избалыков), а учителем — местный псаломщик Василий Стратонов.

### История села в годы ВОВ
С 1941 по 1945гг., на борьбу с Фашистскими захватчиками с села Новокуровка было призвано 74человека часть которых не вернулась пав на полях ражений от Сталинграда и до Берлина, несколько человек пропало без вести под Сталинградом (Волгоград). В годы войны в селе были проблемы с продовольствием как и во всём остальном Поволжье и всей стране в целом. В селе установлен Памятник ветеранам ВОВ напоминающий о этих событиях.

## Население
Постоянное население составляло 794 человека (русские 88 %) в 2002 году, 778 в 2010 году.

## Инфраструктура
В селе полная школа 11классов. Спорт школа хоккейная коробка и  стадион имени В.И. Дёмина, Сельский дом культуры, библиотека,  детский сад. Памятник ветеранам ВОВ. Фельдшерско-акушерский пункт, Почта, Сбербанк, ПВЗ Озон, три моста связывающих две части села разделённых рекой Чагра, один из которых часть трассы Самара -Хворостянка и два внутренних сельских один из которых узкий пешеходный, село газифицировано, центральное водоснабжение, часть села асфальтирована.